# Kasper Ottesen
Kasper Ottesen (født 15. marts 1987) er en dansk håndboldspiller. Han spiller som højre fløj for Ajax København. I sæsonen 2011/12 spillede han for AG København, i sæsonen 2010/11 spillede han for den svenske eliteserieklub Hammarby IF HF og i sæsonen 2009/10 spillede han for norske Bodø Håndballklubb.